# 貝葉經
貝葉經，是起源於古印度，

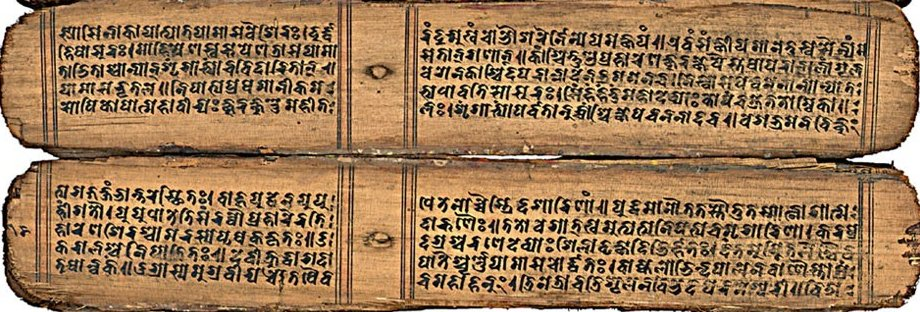
尼泊爾十一世紀貝葉經。

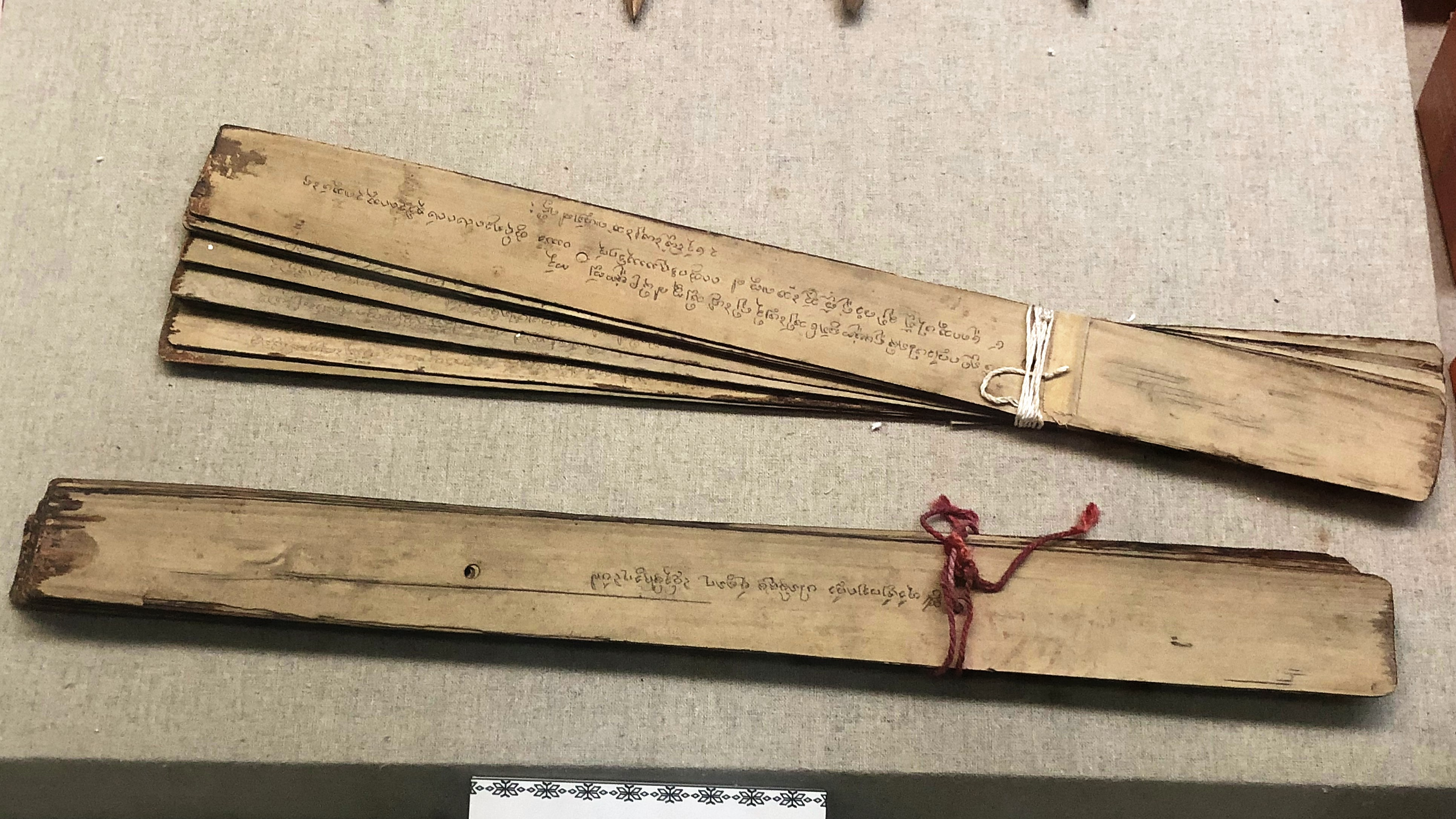
西双版纳民族博物馆展览的傣族贝叶经

约西元前一世紀末，因為錫蘭僧團中的長老有鑑於國內曾發生戰亂，擔心早期流传下来的教典散失，由以坤德帝沙长老为首的大寺派（又稱為摩诃毗诃罗住部）的五百名阿羅漢長老，於斯里蘭卡中部馬特列地區的阿卢迦寺举行上座部佛教历史上的第四次结集，會誦集結三藏教典，並以僧伽羅文字將經典寫在貝葉上成書，這是首次將三藏集結成書面。
貝葉經是流傳於中國西雙版納傣族以及東南亞、南亞諸國常見的佛經裝訂模式。取用貝葉棕樹葉，煮過後曬乾，刻上文字後用顏料使字明顯，再組作書頁，頁邊並塗以金漆，配有具保護性的硬底封面。
貝葉經由左而右、由上而下刻寫，單面刻寫完畢則由下方掀起反面繼續刻抄，所以兩面的刻抄方向不同，但方便於閱。通常貝葉經之葉數標示於每片貝葉「反面」之左上角。編目時著錄其總葉數而非單面頁數，另外著錄其起訖葉碼。
在貝葉尺寸大致有大、中、小三種尺寸，而同一部典籍的尺寸會是一致的。每片貝葉洞孔的位置一致以方便整部經典的固定。一部經典通常由300至數十葉組成，其疊放的高度則不等，有時同一落經典乃由數部典籍疊放一起，亦有同一部典籍由數落組成。每片貝葉的行數通常有9、10、11及12行等形式。
貝葉經被載以多種語文及字體，如緬文、梵文、藏文、巴利語、坦米爾文等，各國間發展出的貝葉經抄刻、裝潢及形式亦略有不同，甚至基於貝葉經抄刻目的之不同亦產生各種形式的貝葉經。

## 緬文貝葉經
是貝葉上鏤刻以的緬文或緬文巴利語的貝葉經典。貝葉片片整齊疊放，整落貝葉的上下有護經板將其夾住，在貝葉經距中間相等距離處有兩洞孔，以細木籤將其上下貫穿，以固定整落貝葉經，之後再用兩條綁繩，在左右處將其牢固捆綁，而貝葉經之外面則有包裹巾及飾帶包起來。有的再加上一把分葉籤，以協助讀經者能分開相黏的葉面。
緬文貝葉經之葉碼標示非數字標示記號，而由緬文子音之變化12音為一組的數值。同一套貝葉經含有數部經典，葉碼有時會連續標示，而有些則另起葉碼從「ka」開始
通常使用鐵筆將文字刻於貝葉上再用天然油塗抹在葉面上，使刻出的字跡能清楚顯現。緬文貝葉經中，「kammavaca」是一種裝飾性的典籍，每片貝葉僅刻寫四行，字體狀似羅望子種子而著稱，華麗者有以螺鈿來裝飾字體。

## 外部連結
- 貝葉經製作法介紹[永久]